# Сей Фусциан
Публий (?) Сей Фусциан (лат. Seius Fuscianus) — римский государственный деятель второй половины II века.
Фусциан происходил из патрицианской семьи и был другом детства императора Марка Аврелия, вместе с которым он обучался философии. Около 151 года он занимал должность консула-суффекта. В 188 году Фусциан находился на посту ординарного консула вместе с Марком Сервилием Силаном.
Фусциан, возможно, стал префектом Рима во время своего второго консульства. Однако начало исполнения полномочий точно не установлено. Существует определенная вероятность того, что он, по крайней мере, с середины 187 года уже был префектом, когда был предназначен в консулы (консул-десигнат). Фусциан оставался на своём посту примерно до середины 189 года, став предшественником будущего императора Пертинакса. Возможно, он был родственником узурпатора Сея Саллюстия.